# Glenn Michibata
Glenn Michibata (Toronto, 13 giugno 1962) è un ex tennista canadese.

## Biografia
A livello Juniores si è fatto notare per i quarti di finale raggiunti a Wimbledon 1978 e la semifinale al Roland Garros 1979.
È riuscito a vincere quattro titoli di doppio a livello professionistico, in questa specialità è arrivato fino alla quinta posizione mondiale nel luglio 1991.
In singolare non ha mai superato il secondo turno nei tornei dello Slam raggiungendo la top-50 mondiale nel 1986, nel doppio ha raggiunto la finale degli Australian Open 1990 con il connazionale Grant Connell e due semifinali consecutive agli ATP Tour World Championships.
In Coppa Davis ha giocato un totale di ventotto match con la squadra canadese vincendone undici.
Dopo il ritiro ha insegnato tennis per dodici anni all'Università di Princeton.

## Vita personale
Ha due figli (un maschio e una femmina). 

## Statistiche

### Doppio

#### Vittorie (4)
| Numero | Anno           | Torneo                          | Superficie    | Compagno      | Avversari in finale                | Punteggio     |
| 1.     | 22 agosto 1988 | Livingston Open, Livingston     | Cemento       | Grant Connell | Marc Flur Sammy Giammalva Jr.      | 2-6, 6-4, 7-5 |
| 2.     | 23 aprile 1990 | Seoul Open, Seul                | Cemento       | Grant Connell | Jason Stoltenberg Todd Woodbridge  | 7-6, 6-4      |
| 3.     | 22 luglio 1990 | Sovran Bank Classic, Washington | Cemento       | Grant Connell | Jorge Lozano Todd Witsken          | 6-3, 6-7, 6-2 |
| 4.     | 13 luglio 1980 | Singapore Open, Singapore       | Sintetico (i) | Grant Connell | Stefan Kruger Christo van Rensburg | 6-4, 5-7, 7-6 |